# San Lorenzo al Mare

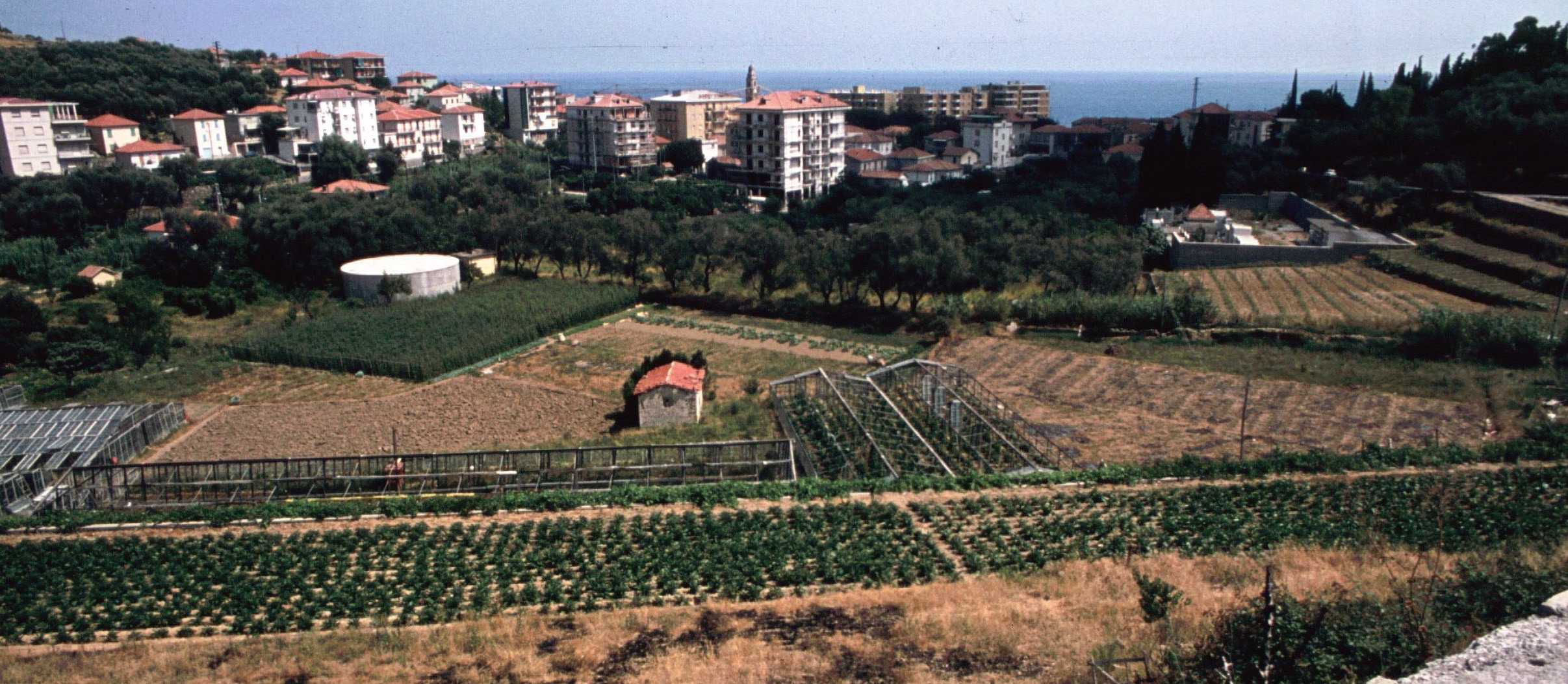
Widok na miasto i morze

San Lorenzo al Mare – miejscowość i gmina we Włoszech, w regionie Liguria, w prowincji Imperia.
Według danych na rok 2004 gminę zamieszkiwały 1402 osoby, 1402 os./km².